# Citharomangelia africana
Citharomangelia africana é uma espécie de gastrópode do gênero Citharomangelia, pertencente à família Mangeliidae.